# Max Vogeler
Karl Max Richard Vogeler (* 29. Juli 1874 in Berlin; † 1962) war ein deutscher Architekt und Stadtbaumeister in Weimar.

## Leben

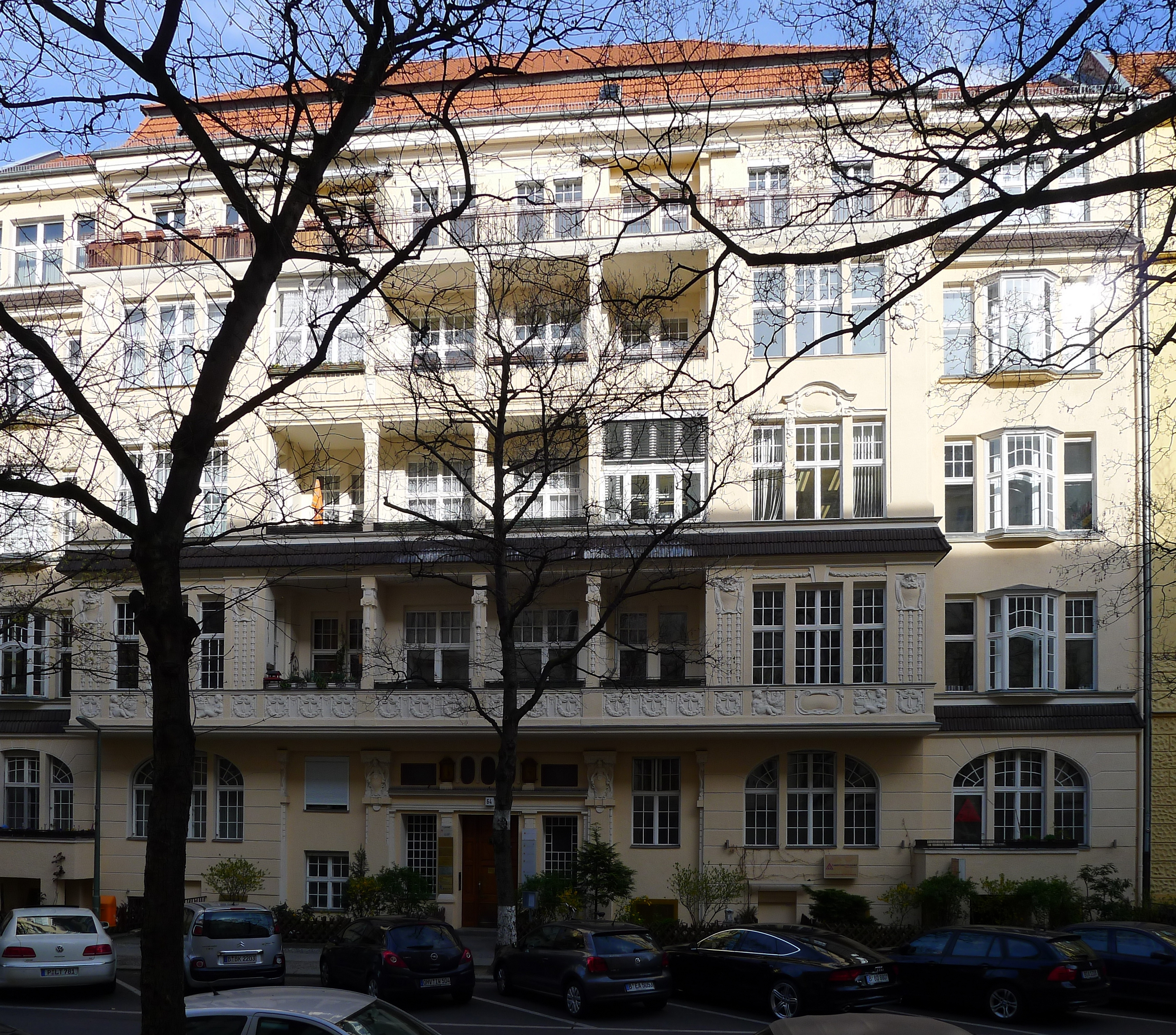
Eisenzahnstraße 64

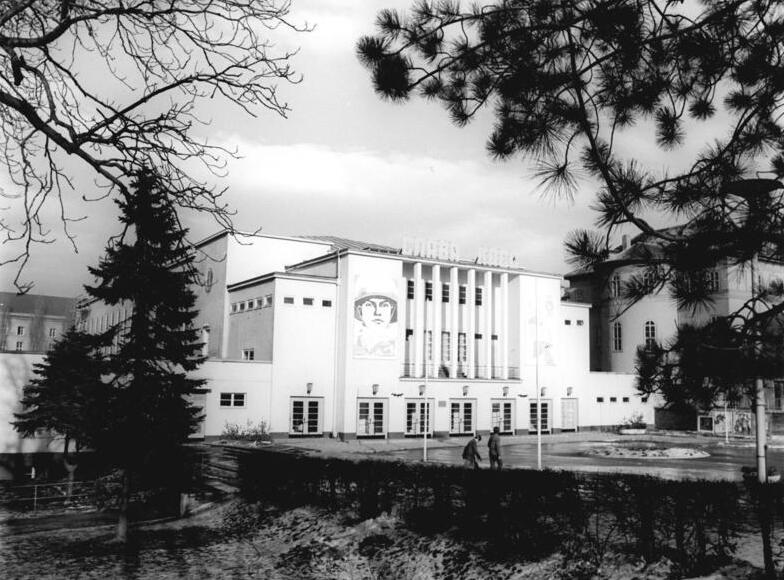
Weimarhalle, 1932–1997

Max Vogeler studierte Architektur, wahrscheinlich in Charlottenburg bei Berlin. Seit etwa 1901 lebte er in Halensee, seit etwa 1904 in Wilmersdorf. Dort projektierte er mindestens ein  Mietshaus.
Um 1918 zog Vogeler nach Weimar und wurde dort ab 1922 Stadtbaumeister. Er war in den folgenden Jahren an Entwürfen für mehrere Anlagen beteiligt: Die Weimarhalle entstand nach seinen Plänen 1930/1932, unter maßgeblicher Mitarbeit seines Sohnes Günther. Zum Bauhaus, das in dieser Zeit in Weimar bestand, hatte er keine intensiveren Beziehungen. Dem Asbach-Grünzug insgesamt, den Stadtbaurat August Lehrmann realisierte, lag Vogelers Entwurf von 1917 zugrunde, den Lehrmann erweiterte.
Max Vogeler starb 1962. Dokumente seines Lebens befinden sich seit 2020 im Stadtarchiv Weimar.

## Werke (Auswahl)
Ausgeführte Entwürfe
- Wilmersdorf, Eisenzahnstraße 64, Mietshaus, 1908, jetzt Kulturdenkmal
- Grunewald, Koenigsallee 41, Landhaus mit Vorgarten, um 1910, jetzt Kulturdenkmal[5]
- Weimar, Weimarhalle, entworfen seit 1926, gebaut 1930–1932, mit Beteiligung des Sohnes Günther Vogeler und unter Verwendung weiterer Wettbewerbsentwürfe, abgerissen 1997/98[6][7]

Nicht umgesetzte Entwürfe
- Mainz, Gerichtshaus mit Gefängnis, 1903[8]
- Oberschöneweide, Rathaus, 1903, zusammen mit Paul Kadereit[9]
- Werdau, Rathaus, 1905, zusammen mit Paul Kadereit, 1. Preis im Wettbewerb, trotzdem von anderem Architekten 1911 gebaut[10]
- Frankfurt (Oder), Parkanlage, 1923[11]